# Districtul Xuhui
Xuhui (徐汇 în chineză, Xúhuì în pinyin) este un district în Shanghai, Republica Populară Chineză. Împreună cu Districtul Luwan, Xuhui a fost locația Concesiunii Franceze; influențe frațuzești rămân și în ziua de astăzi, mai ales prin construcții precum Catedrala Romano-Catolică Xujiahui și Colegiul Xuhui.